# Ascalaphus rusticus
Ascalaphus rusticus är en insektsart som beskrevs av Lichtenstein 1796. Ascalaphus rusticus ingår i släktet Ascalaphus och familjen fjärilsländor. Inga underarter finns listade i Catalogue of Life.